# Karl Lennart Oesch
Karl Lennart Oesch, švicarsko-finski general, * 8. avgust 1892, Pyhäjärvi, † 28. marec 1978, Helsinki. 
Bil je eden od vodilnih finskih generalov druge svetovne vojne. Ob koncu nadaljevalne vojne sta bili pod njegovim poveljstvom dve tretjini finskih kopenskih sil.